# Livat på luckan
Livat på luckan är en svensk klippfilm från 1951 i regi av Torsten Lundqvist.

## Om filmen
Filmen premiärvisades 29 oktober 1951 i Stockholm. Filmen är en klippfilm som består av sammanhängande klipp från:
- 1934 – Kungliga Johansson
- 1936 – Samvetsömma Adolf
- 1940 – Kronans käcka gossar
- 1940 – Alle man på post
- 1947 – Här kommer vi

## Roller i urval
- Thor Modéen - Göran Persson, sergeant vid kavalleriregemente
- Erik "Bullen" Berglund - 83:an Carl-Ulrik Johansson, värnpliktig
- Gustaf Lövås - Lången, värnpliktig
- Adolf Jahr - 55:an Adolf Berg, sångartist, värnpliktig
- Weyler Hildebrand - Göransson, sergeant
- Nils Ericson - 107:an Knutte, värnpliktig
- Sture Lagerwall - Värnpliktig
- Sigge Fürst - Sergeant
- Gunnar Björnstrand
- Elof Ahrle - 1749 Kurre Karlsson, sjungande värnpliktig
- Åke Grönberg - Värnpliktig
- Ragnar Widestedt - Befäl
- Nils Poppe - 52:an Nisse Ek, värnpliktig
- Carl Reinholdz - 47:an Kalle Karlsson, värnpliktig
- Sigurd Wallén - Fanjunkare

## Filmmusik i urval
- On Parade, kompositör Joseph Engleman
- Present Arms, kompositör Joseph Engleman
- Buglers On Parade, kompositör Joseph Engleman
- Tom Marches On, kompositör Clive Richardson
- Ascot Parade, kompositör Jack Strachey